# إرلند لو
إرلند لو، روائي وكاتب سيناريو نرويجي، ولد في 24 أيار (مايو) عام 1969 في مدينة تروندهايم، النرويج. اكتسب شعبية في إسكندنافيا برواياته الفكاهية العفوية، على الرغم من أن قصصه قد أصبحت أكثر حدة، وتتجه نحو النقد الهجائي للمجتمع النرويجي الحديث.

## السيرة الذاتية
عمل إرلند لو في عيادة للطب النفسي، ثم عمل صحافياً حراً لصحيفة "Adresseavisen" النرويجية. يسكن لو الآن في مدينة أوسلو ويعمل فيها، حيث أسس عام 1998 مكتباً لكتّاب السيناريو، بالمشاركة.
عام 1993، ألّف أول كتاب له بعنوان «ذهب مع امرأة» (بالنرويجية: Tatt av kvinnen)، ثم نشر بعد سنة كتاباً للأطفال بعنوان «السمكة» (بالنرويجية Fisken)، وتتحدث عن عامل رافعة شوكية اسمه كيرت. يملك لو أسلوباً مميّزاً في الكتابة يمكن ربطه بالفن الفطري. وغالباً ما يستخدم الأسلوب الساخر والمبالغة والفكاهة.
ترجمت روايته الشهيرة "Naïve. Super" إلى أكثر من 20 لغة، منها: الأوكرانية، الليتوانية، اللاتفية، الفنلندية، الإستونية، الألمانية، السويدية، الأيسلندية، التشيكية، اليونانية، الهنغارية، الفارسية، البولندية، الروسية، السلوفاكية، الإنجليزية، الإيطالية، الفرنسية، البرتغالية، الصربية، المقدونية، الكرواتية، الجورجية، والتركية.

## الأعمال

### روايات
- Tatt av kvinnen، نُشِرت عام 1992
- Naïve. Super، نُشِرت عام 1996
- L، نُشِرت عام 1999
- Fakta om Finland (حقائق عن فنلندا)، نُشِرت عام 2001
- دوبلير، نُشِرت عام 2004
- Volvo lastvagnar، نُشِرت عام 2005
- Muleum، نُشِرتعام 2007
- Stille dager i Mixing Part، نُشِرت عام 2009.
- Fvonk، نُشِرت عام 2011.

### أعمال أخرى
- Fisken، كتاب للأطفال، نُشِرت عام 1994.
- Maria & José، كتاب مصوّر، نُشِرت عام 1994.
- Kurt blir grusom، كتاب للأطفال - 1995. وقد تحول إلى فيلم كرتون.
- Den store røde hunden، كتاب للأطفال، نُشِرت عام 1996.
- Kurt quo vadis?، كتاب للأطفال، نُشِرت عام 1998
- Detektor، سيناريو فيلم، 2000.
- Kurt koker hodet، مسرحية، 2003، وقد استخلص منها كتاباً للأطفال.
- Pingvinhjelpen، مسرحية، 2006
- Organisten، كتاب غير خيالي، بالمشاركة مع بيتر أموندسين، 2006.
- The Mischievous Russ/Den Fæle Russen"، قصة قصيرة نشرت ضمن كتاب مصور للفنان جورن تومتر، الموقع https://web.archive.org/web/20090514055333/http://www.thenorwegianway.net/ الطريقة النرويجية
- Kurtby، كتاب للأطفال، 2008
- Kurt kurér، كتاب للأطفال، 2010

## روابط خارجية
- إرلند لو على موقع IMDb (الإنجليزية)
- إرلند لو على موقع ميوزك برينز (الإنجليزية)
- إرلند لو على موقع أول موفي (الإنجليزية)
- إرلند لو على موقع قاعدة بيانات الفيلم (الإنجليزية)

- Nordic Council Film Prize 2009